# Sciopero degli sceneggiatori della Writers Guild of America (1988)
Lo sciopero degli sceneggiatori della Writers Guild of America del 1988 è stato uno sciopero indetta dai sindacati statunitensi Writers Guild of America, East e Writers Guild of America, West contro le leggi in vigore sul pagamento di una quota per le produzioni televisive nei paesi stranieri.
Iniziato il 6 marzo 1988 e conclusosi l'8 agosto, è ricordato come il più lungo e disastroso sciopero nella storia del cinema. La sua durata, 5 mesi e 2 giorni, è stata superiore di una settimana rispetto al suo predecessore.
Allo sciopero hanno aderito oltre 9.000 sceneggiatori del cinema e della televisione, e questa incredibile adesione ha influito fortemente sulla cancellazione o sul rinvio di molte produzioni.

## Effetti
Lo sciopero ha colpito in modo particolare il sistema televisivo. Per l'intero periodo autunnale e invernale ogni rete ha dovuto bilanciare equamente film e programmi da trasmettere, tuttavia le misure di protezione non hanno garantito un'adeguata copertura e molte produzioni sono state cancellate.
Secondo alcuni, lo sciopero ha costituito la prima pietra necessaria all'avvento dei reality show, formulabili anche senza l'aiuto di uno sceneggiatore al contrario di film e serie tv.
Famose le cancellazioni di Moonlighting e Kate & Allie, due celebri serie televisive stoppate a causa del drastico calo di ascolti dovuto alla mancanza di sceneggiatori con cui ultimare le stagioni.